# Topoxté
Topoxté è un sito archeologico costruito dalla civiltà Maya situato nel dipartimento di Petén nel Guatemala settentrionale. Capitale del regno dei Maya Ko'woj, era la più grande città in quella zona nel periodo postclassico. Topoxte si trovava su una isola (oggi è una penisola) nella laguna di Yaxha. Il nome della località, Topoxté, indica il seme del Brosimum alicastrum. La pianta era una parte importante della dieta dei Maya.
Il sito venne occupato per la prima volta nel periodo Tardo Classico da famiglie nobili provenienti da Yaxhá. Il tumulo 49, datato intorno al 750, indica l'avvenimento di uno sposalizio, tra un principe di Tikal e un'importante signora. Il sito venne abbandonato verso la fine del periodo Classico (intorno al 900) per poi venire riabitato intorno al 1350. Dopo un altro secolo di prosperità, la città venne abbandonata nel 1450.
Ci sono tre gruppi distinti nel sito, due piattaforme alte 5 metri, e una bassa area residenziale costituita da oltre 100 strutture. La piazza centrale del sito è limitata da tre templi costruiti con lo stile architetturale postclassico, con muri verticali, colonne e soffitti piatti di pietra.
Due isolette, Canté e Poxte, ora facenti parte dell'entroterra, erano occupate dalla gente di Topoxté. Dopo l'abbandono nel 1450 i Maya Ko'woj spostarono la propria capitale a ovest, presso Zacpetén vicino al lago Petén Itzá.